# Чаркув (Пщинський повіт)
Чаркув (пол. Czarków, нім. Czarkow) — село в Польщі, у гміні Пщина Пщинського повіту Сілезького воєводства.
Населення — 2037 осіб (2011).
У 1975-1998 роках село належало до Катовицького воєводства.

## Демографія
Демографічна структура станом на 31 березня 2011 року:
|          | Загалом | Допрацездатний вік | Працездатний вік | Постпрацездатний вік |
| -------- | ------- | ------------------ | ---------------- | -------------------- |
| Чоловіки | 1018    | 250                | 704              | 64                   |
| Жінки    | 1019    | 235                | 638              | 146                  |
| Разом    | 2037    | 485                | 1342             | 210                  |